# 플료스

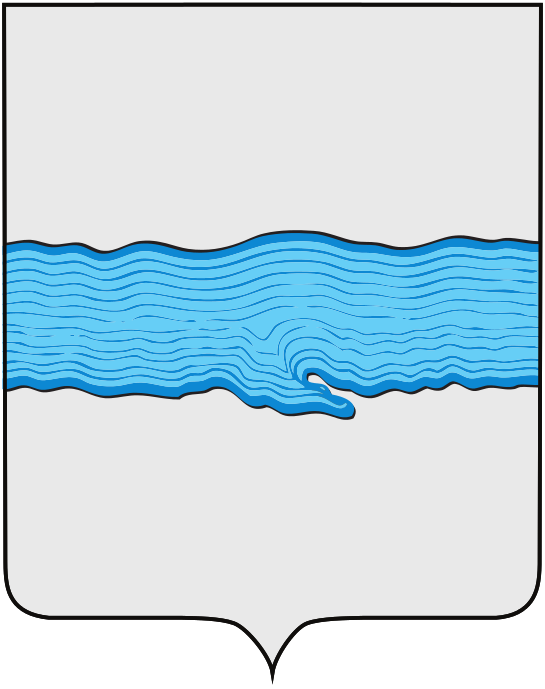
플료스의 문장

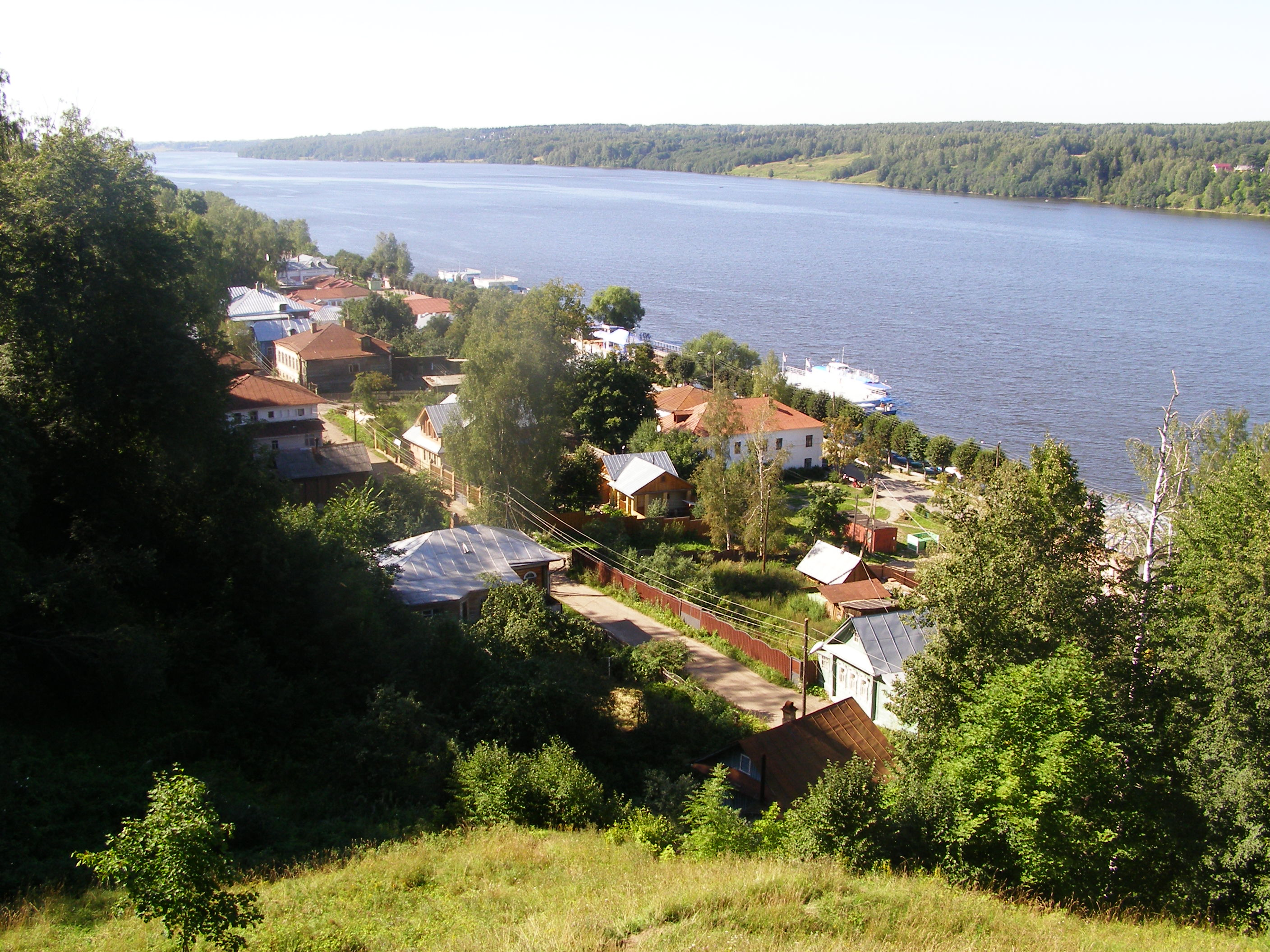
플료스와 마주보고 있는 볼가 강

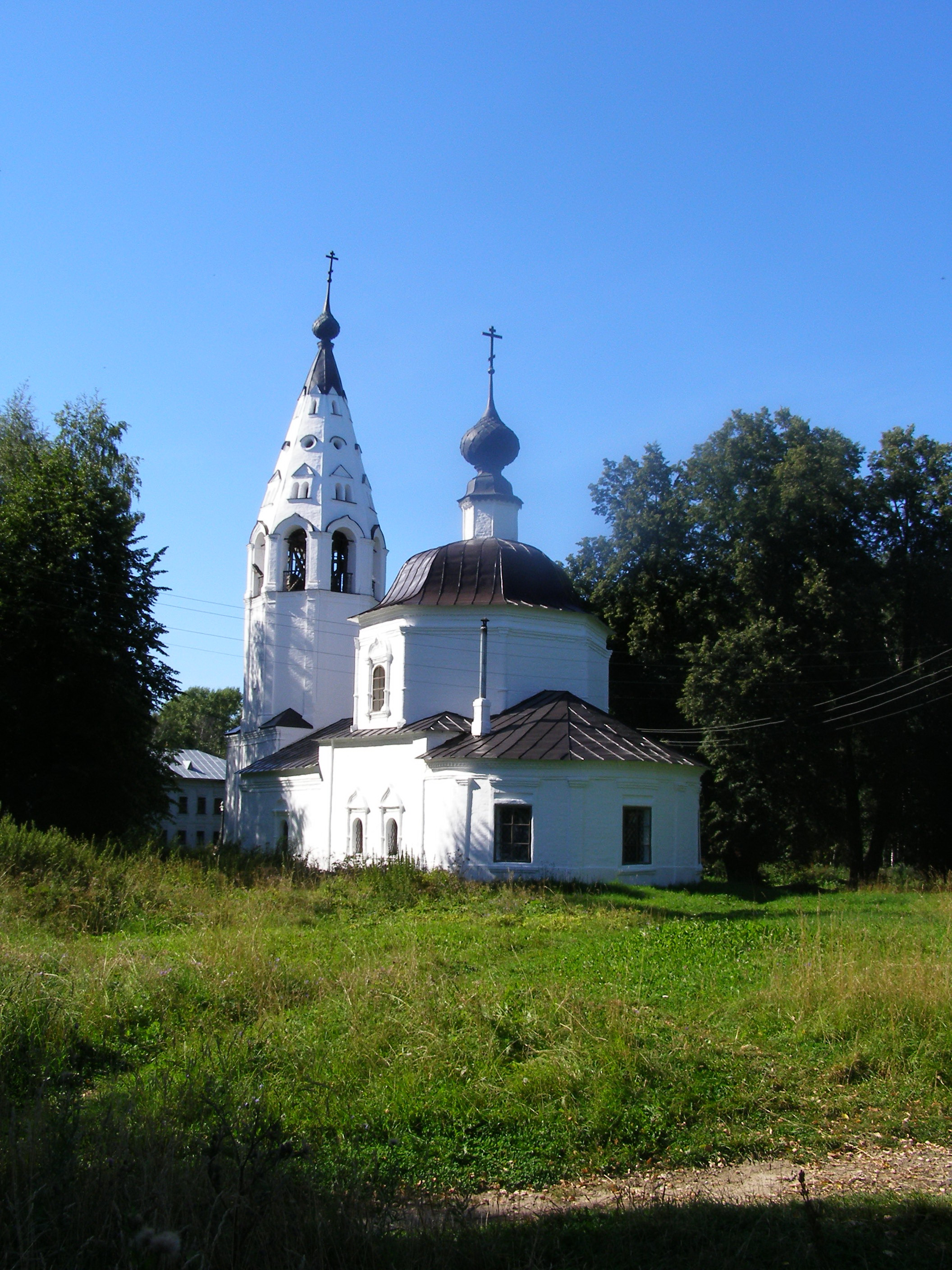
성모 마리아 승천 대성당

플료스(러시아어: Плёс)는 러시아 이바노보주에 위치한 도시로, 인구는 2,790명(2002년 기준)이다. 볼가강 우안에 위치하고 있고 이바노보(이바노보 주의 주도)에서 북동쪽으로 70km 정도 떨어진 곳에 위치한다. 1410년 바실리 1세가 이 곳에 모스크바 대공국 국경을 보호할 요새를 건설한 것을 계기로 신설되었으며 1925년 시로 승격되었다.